# Comuna Novohannivka, Krasnodon
Novohannivka (în ucraineană Новоганнівка) este o comună în raionul Krasnodon, regiunea Luhansk, Ucraina, formată din satele Andriivka, Krasne și Novohannivka (reședința).

## Demografie
Componența lingvistică a comunei Novohannivka
     Ucraineană (77,25%)
     Rusă (21,1%)
     Alte limbi (0,4%)
Conform recensământului din 2001, majoritatea populației comunei Novohannivka era vorbitoare de ucraineană (77,25%), existând în minoritate și vorbitori de rusă (21,1%).